# Poveda de la Sierra
Poveda de la Sierra é um município da Espanha na província de Guadalajara, comunidade autónoma de Castilla-La Mancha, de área 51,7 km² com população de 162 habitantes (2006) e densidade populacional de 3,45 hab/km².

## Demografia
| Variação demográfica do município entre 1991 e 2004 | Variação demográfica do município entre 1991 e 2004 | Variação demográfica do município entre 1991 e 2004 | Variação demográfica do município entre 1991 e 2004 |
| --------------------------------------------------- | --------------------------------------------------- | --------------------------------------------------- | --------------------------------------------------- |
| 1991                                                | 1996                                                | 2001                                                | 2004                                                |
| 190                                                 | 207                                                 | 193                                                 | 179                                                 |